# Sakuma (Shizuoka)
Sakuma (jap. 佐久間町, -chō) war eine Stadt im Iwata-gun in der japanischen Präfektur Shizuoka.

## Geschichte
Am 30. September 1956 schlossen sich die Chō Urakawa (浦川町, -chō), sowie die Mura Sakuma (佐久間村, -mura), Shironishi (城西村, -mura) und Yamaka (山香村, -mura) zur Chō Sakuma zusammen.
Am 1. Juli 2005 wurde Sakuma in Hamamatsu als gleichnamiger Stadtteil im Stadtbezirk Tenryū-ku (天竜区) eingemeindet.

## Verkehr
- Straße:
  - Nationalstraße 152 nach Ueda oder Hamamatsu
  - Nationalstraße 473 nach Gamagōri oder Makinohara
- Zug:
  - JR Central Iida-Linie nach Toyohashi oder Tatsuno

## Stromerzeugung
Bei Sakuma befindet sich der Sakuma-Damm, der ein wichtiges japanisches Wasserkraftwerk speist.
In der Ortschaft einen Kilometer südlich des Wasserkraftwerks wurde 1965 die erste Anlage zur Hochspannungs-Gleichstrom-Übertragung Japans realisiert, zur Kopplung der mit 50 Hertz und 60 Hertz betriebenen Teile des japanischen Stromnetzes (Stromerzeugung in Japan). Es kamen zunächst Quecksilberdampfgleichrichter als Stromrichter zum Einsatz. Diese Kurzkupplungs-Anlage wurde 1993 durch die erste mit Fotothyristoren ausgestattete Stromrichteranlage der Welt ersetzt, die bei einer symmetrischen Spannung von 125 kV einen Austausch von bis zu 300 Megawatt zwischen beiden Netzteilen gestattet.

## Bildung
In Sakuma befanden sich 4 Grund-, 2 Mittel- und eine Oberschule.